# Grand Prix automobile de la Marne 1929
Le Grand Prix automobile de la Marne 1929 ou IV Grand Prix de la Marne est un Grand Prix qui s'est tenu sur le circuit de Reims-Gueux le 7 juillet 1929.

## Classement de la course
Les participants sur fond rose sont engagés en classe Voiturette.
| Pos. | no | Pilote                 | Écurie | Châssis          | Tours | Temps/Abandon                | Grille |
| ---- | -- | ---------------------- | ------ | ---------------- | ----- | ---------------------------- | ------ |
| 1    | 34 | Philippe Étancelin     | Privé  | Bugatti Type 35C | 50    | 2 h 54 min 14 s 6 (138 km/h) |        |
| 2    | 40 | Juan Zanelli           | Privé  | Bugatti Type 35B | 50    | + 1 min 36 s 2               |        |
| 3    | 36 | Marcel Lehoux          | Privé  | Bugatti Type 35C | 50    | + 7 min 38 s 6               |        |
| 4    | 32 | Robert Gauthier        | Privé  | Bugatti Type 35C | 50    | + 19 min 48 s 8              |        |
| 5    | 14 | Victor Tersen          | Privé  | Bugatti Type 37  | 50    | + 46 min 9 s 8               |        |
| 6    | 38 | René Cadet             | Privé  | Bugatti Type 35  | 47    | + 3 tours                    |        |
| 7    | 30 | "Albertine" Derancourt | Privé  | Bugatti Type 35  | 45    | + 5 tours                    |        |
| 8    | 16 | Emile Tedaldi          | Privé  | Bugatti Type 37  | 44    | + 6 tours                    |        |
| Abd. | 10 | Philippe Auber(t)      | Privé  | Bugatti Type 37  | 14    |                              |        |
| Abd. | 4  | Raoul de Rovin         | Privé  | Delage 15SB      | 4     |                              |        |

## Pole position et record du tour
- Pole position :
- Meilleur tour en course :  Philippe Etancelin (Bugatti) en 3 min 18 s 2.